# Венец (община)
Венец (болг. Община Венец) — община в Болгарии. Входит в состав Шуменской области. Население составляет 13 391 человек (на 21.07.05 г.).

## Состав общины
В состав общины входят следующие населённые пункты:
1. Борци
2. Боян
3. Буйновица
4. Венец
5. Габрица
6. Денница
7. Дренци
8. Изгрев
9. Капитан-Петко
10. Осеновец
11. Страхилица
12. Черноглавци
13. Ясенково